# Илтон, Виторино
Витори́но И́лтон да Си́лва (порт.-браз. Vitorino Hilton da Silva; род. 13 сентября 1977[…], Бразилиа) — бразильский футболист, защитник.

## Карьера
Илтон — воспитанник клуба «Шапекоэнсе». В январе 2000 года он перешёл в клуб «Парана», за который провёл 13 матчей и забил 1 гол.
В 2002 году Илтон перешёл в швейцарский клуб «Серветт» и провёл в команде три сезона, проведя 57 матчей в чемпионате и 6 игр в Кубке УЕФА.
В 2004 году Илтон был арендован «Бастией». Дебютировал 7 февраля в игре с «Тулузой», в которой клуб Илтона победил 1:0. Всего за этот клуб он провёл 14 игр.
В июне 2004 года Илтон был куплен «Лансом», с которым подписал контракт на 5 лет. Илтон быстро завоевал место в основе команды. В 2006 году Илтон вошёл в список лучших футболистов чемпионата Франции. На следующий год «Ланс» продлил контракт с Илтоном до 2011 года. В 2008 году Илтон пропустил несколько месяцев из-за травмы брюшной полости. Вернувшись, он вновь стал игроком основного состава, а затем получил капитанскую повязку «Ланса».
12 июня 2008 года Илтон был куплен клубом «Олимпик Марсель», заплатившим за трансфер бразильца 5 млн евро. 16 сентября 2008 года Илтон дебютировал в матче Лиги чемпионов против «Ливерпуля», проигранном 1:2. 12 апреля 2009 года Илтон забил свой первый мяч за «Олимпик», поразив ворота «Гренобля». В 2009 году в клуб перешли Габриэль Хайнце и Сулейман Дьявара, из-за чего Илтон потерял место в составе команды. Лишь с декабря Илтон стал почаще появляться в команде, из-за травм игроков «Олимпика».
В мае 2020 года 42-летний на тот момент футболист продлил контракт с клубом ещё на один сезон (2020/21).

## Достижения
- Чемпион Франции: 2009/10, 2011/12
- Обладатель Кубка французской лиги: 2009/10
- Обладатель Кубка Интертото: 2005